# 22138 Laynrichards
22138 Laynrichards este un asteroid din centura principală de asteroizi.

## Descriere
22138 Laynrichards este un asteroid din centura principală de asteroizi. A fost descoperit pe 1 noiembrie 2000 la Socorro, New Mexico, în cadrul proiectului LINEAR. Asteroidul prezintă o orbită caracterizată de o semiaxă mare de 3,17 ua, o excentricitate de 0,16 și o înclinație de 2,0° în raport cu ecliptica.